# Au Pays noir
Au Pays noir ist ein französischer Stummfilm aus dem Jahr 1905, der von Ferdinand Zecca und Lucien Nonguet gedreht und in englischsprachigen Ländern unter den Titeln In the Mining District oder Down in the Coal Mines (USA) und Tragedy in a Coal Mine (Vereinigtes Königreich) vertrieben wurde. Der Film ist von Emile Zolas Roman Germinal inspiriert.

## Produktion
Der Film wurde im neuen Studio von Pathé in Montreuil gedreht, auf Kulissen, die von Vincent Lorant-Heilbronn gemalt wurden. Einige der Kulissen waren groß genug, um Schwenks von bis zu 180° zu ermöglichen. Außerdem wurden in den beiden erhaltenen Kopien von Au Pays noir zwei Aufnahmen eingefügt, die „aktuelles Filmmaterial von echten Rettungsteams zeigen, die sich darauf vorbereiten, in die Mine hinabzusteigen“.

## Filmische Analyse
Der Film beginnt mit einer Halbtotalen, in der ein Bergmann in einem niedrigen Stollen liegend arbeitet. Darauf folgen 8 Szenen, die durch einen Zwischentitel (unten kursiv) eingeleitet werden. Die meisten Szenen bestehen aus einer einzigen Totalen. In den Szenen 2 und 5 gibt es einen Kameraschwenk. Die Explosions- und Rettungsszenen umfassen mehrere Aufnahmen. Szene 7 enthält einen Zwischentitel in der Mitte der Aufnahme. Die Aufnahmen, die das Innere der Mine zeigen, sind vor der Explosion gelb getönt, um die Lichter der Bergleute zu evozieren, und danach blau.

## Hintergrund
Dies ist der zweite Film, der von Teilen von Emile Zolas Roman Germinal aus dem Jahr 1885 inspiriert ist. Zuvor drehte Zecca im Jahr 1904 schon Der Streik.
Pathé betonte bei der Präsentation des Films, dass der Film realistisch sei und erklärte, dass niemand die Härte und Gefährlichkeit der Arbeit der Bergleute ignoriere, aber nicht jeder „die alltäglichen Szenen kenne, die sich im Privatleben und bei der Arbeit der Bergleute abspielen. All das haben wir für unsere Kunden gewissenhaft studiert und für das Publikum originalgetreu wiedergegeben. "Kurz gesagt, wir beschreiben das gesamte tägliche Leben des Bergmanns, denn die filmischen Ansichten zeigen ihn Schritt für Schritt zu Beginn seines harten Arbeitstages, zu Hause, dann im Dorf und schließlich in den Abbaugruben.“
Der Film wurde tatsächlich als einer der Filme bezeichnet, die verschiedene Elemente einer heute verschwundenen Bergbaulandschaft darstellen, eine vergangene Zeitlichkeit widerspiegeln und „die Darstellungen der Gesellschaft im Laufe der Jahrzehnte“ verewigen.